# Brother (album de Boyzone)
Pour les articles homonymes, voir Brother.
Albums de Boyzone
B-Sides and Rarities
(2008)
Singles
1. Gave It All Way
Sortie : 1 mars 2010
2. Love Is a Hurricane
Sortie : 17 mai 2010

Brother est le quatrième album studio du boys band irlandais Boyzone. Douze après leur dernier album studio Where We Belong, leur album Brother et leur premier single Gave It All Away qui rend hommage à Stephen Gately, mort le 10 octobre 2009, et écrit par Mika.

## Liste des titres
1. "Gave It All Away" (Mika) – 4:27
2. "Love Is a Hurricane" (Danielle Brisebois, Gregg Alexander) – 3:30
3. "Ruby" (Shelly Poole, Terry Martin, Andy Hill) – 4:27
4. "Too Late for Hallelujah" (Carl Falk, Don Mescall, Sharon Vaughn) – 3:38
5. "Separate Cars" (Jack McManus, John Green, Jim Irvin, Julian Emery) – 3:11
6. "One More Song" (Greg Wells, Nasri Atweh) – 3:33
7. "Right Here Waiting" (Chris Braide, Andy Hill) – 3:38
8. "Nothing Without You" (Catt Gravitt, Tom Shapiro, Michael Busbee) – 3:20
9. "'Til the Sun Goes Down" (Emma Rohan, Jez Ashurst) – 3:45
10. "Time" (Matt Hales, Greg Wells, Kim Oliver) – 4:10
11. "Let Your Wall Fall Down" (Peter Vetesse, Sean Conlon) – 5:11
12. "Stronger"  (Stephen Lipson, Craig Wiseman, Karen Poole) – 3:50

## Crédit
- Ray Burmiston – Photographie
- Andy Caine – Voix
- Simon Emmett – Jackette
- Mark "Tufty" Evans – Ingénieur
- Serban Ghenea – Mix
- John Hanes – Assistant
- Mark Herman – Design
- Steve Lipson – Guitare, producteur, instrument
- Ian MacGregor – Ingénieur
- Mark Plunkett – Manager
- Ash Soan – Batterie
- Peter-John Vetesse – Ingénieur
- Louis Walsh – Manager
- Greg Wells – Basse, guitare, piano, batterie, producteur
- Rob Wells – Programmeur
- Craig Wiseman – Guitare

## Charts
| Chart (2010)         | Position |
| -------------------- | -------- |
| Charts irlandais     | 1        |
| UK Albums Chart      | 1        |
| Charts néo-zélandais | 7        |
| Charts grecs         | 33       |
| Charts autrichien    | 50       |
| Charts australien    | 34       |
| Charts suisse        | 88       |